# Antoine Singlin
Pour le village de Singlin, voir Valtournenche#Singlin.
Antoine Singlin (1607-1664) est un ecclésiastique français, membre de la communauté janséniste de Port-Royal des Champs et directeur spirituel de Blaise Pascal.

## Biographie
Antoine Singlin, destiné au commerce, fut incité en 1629 par le P. Vincent de Paul à devenir prêtre. Il dut pour cela apprendre le latin : il fit ses études chez les jésuites du Collège de Clermont et fut ordonné prêtre le 26 mars 1633. Il commença sa carrière d'ecclésiastique aux côtés de Vincent de Paul, à l'hospice de la Pitié à Paris. Il a ensuite été le disciple dévoué de l'abbé de Saint-Cyran, directeur spirituel du monastère de Port-Royal. Lorsque ce dernier est emprisonné au donjon du Château de Vincennes sur ordre de Richelieu (de 1638 à 1643), il termine la formation spirituelle d'Antoine Singlin et en fait son intermédiaire entre la prison et le monastère, où les religieuses et les Solitaires attendent ses enseignements.
Lorsque Saint-Cyran meurt en 1643, quelques mois après sa sortie de prison, Antoine Singlin accepte de devenir l'aumônier et directeur spirituel de la communauté, malgré ses aspirations personnelles qui le poussaient plutôt à une vie retirée.
Auparavant, il avait dès 1637 mis en place à Port-Royal des Champs les célèbres Petites écoles de Port-Royal, avec Jean Hamon et les autres Solitaires.
Antoine Singlin continue spirituellement l'œuvre de Saint-Cyran : il jouit d'une grande réputation, due à la simplicité de ses paroles. Sa vie, faite de renoncements, de charité et de refus des compromissions mondaines, est citée en exemple. Il devient le confesseur officiel de Port-Royal en 1648.
Les problèmes causés par la signature du Formulaire d'Alexandre VII en 1661 l'obligent à fuir le monastère, puisqu'il essaie de ne pas signer, tout en causant le moins de scandale possible. Il se réfugie chez la duchesse de Longueville à Paris, où il meurt trois ans plus tard en 1664.
Sa correspondance, récemment étudiée et annotée, donne de précieuses indications sur la vie quotidienne au monastère et sur la pratique religieuse qu'on y avait.